# Colombres (Tucumán)
Colombres is een plaats in het Argentijnse bestuurlijke gebied Cruz Alta (departement) in de provincie Tucumán. De plaats telt 7.611 inwoners.